# Bengt Hamdahl
Bengt Olof Hamdahl, född 11 september 1923 i Göteborgs domkyrkoförsamling, död 6 augusti 2001 i Västerleds församling, Stockholm, var en svensk jurist och ämbetsman.
Bengt Hamdahl avlade juris kandidatexamen vid Lunds universitet 1945. Efter tingstjänstgöring 1946–1949, utnämndes han till fiskal i Hovrätten för Västra Sverige 1949. Han blev assessor 1957 och hovrättsråd 1963. Han blev byråchef för lagärenden i Socialdepartementet 1958, rättsavdelningschef 1960 och rättschef 1965.
Bengt Hamdahl var regeringsråd 1967–1980, justitiekansler 1980–1987 och därefter åter regeringsråd och Regeringsrättens ordförande 1987–1990.
Hamdahl invaldes 1977 som ledamot av Kungliga Vetenskapsakademien. Han tilldelades H.M. Konungens medalj av 12:e storleken i serafimerordens band 1985 samt H.M. Konungens medalj av 12:e storleken i guld med kedja 1991. Hamdahl är begravd på Bromma kyrkogård.